# Les Bidochon assujettis sociaux
Les Bidochon assujettis sociaux est le septième album de la série Les Bidochon créée par Christian Binet, paru en 1985.

## Synopsis
Après une angine de poitrine, Robert doit subir un pontage et entre à l'hôpital.

## Commentaires
- Critique acerbe des hôpitaux sans âmes, des médecins déshumanisés, des infirmières insensibles et du partage des chambres. Critique qui semble motivée par des raisons autobiographiques.
- Tous les membres du personnel de l'hôpital parlent aux patients à la troisième personne. Les patients sont désignés par leur pathologie et non par leur nom.
- Première séparation du couple après plus de dix ans de mariage.

## Couverture
Deux énormes blouses blanches voilent à moitié, Robert, le teint vert et recroquevillé dans son lit d'hôpital.